# Aleurolobus mauritanicus
Aleurolobus mauritanicus là một loài côn trùng cánh nửa trong họ Aleyrodidae, phân họ Aleyrodinae.
Aleurolobus mauritanicus được Cohic miêu tả khoa học đầu tiên năm 1969.